# Noble (Oklahoma)
Noble es una ciudad ubicada en el condado de Cleveland en el estado estadounidense de Oklahoma. En el año 2010 tenía una población de 6481 habitantes y una densidad poblacional de 194,04 personas por km².

## Geografía
Noble se encuentra ubicada en las coordenadas 35°8′28″N 97°23′20″O / 35.14111, -97.38889 (35.141173, -97.388807).

## Demografía
Según la Oficina del Censo en 2000 los ingresos medios por hogar en la localidad eran de $35,250 y los ingresos medios por familia eran $40,533. Los hombres tenían unos ingresos medios de $30,417 frente a los $23,690 para las mujeres. La renta per cápita para la localidad era de $16,732. Alrededor del 6.5% de la población estaban por debajo del umbral de pobreza.